# Saphirine
La saphirine (en anglais : (en) sapphirine) est un minéral rare, un silicate de magnésium et d'aluminium de formule chimique (Mg,Al)8(Al,Si)6O20 ou Mg4(Mg3Al9)O4[Si3Al9O36] (avec principalement le fer comme impureté). Nommée pour sa couleur rappelant celle du saphir, la saphirine est une gemme et intéresse chercheurs et collectionneurs : les cristaux bien formés sont précieux et parfois taillés en pierres précieuses. Elle a été synthétisée à des fins expérimentales par un processus hydrothermal.

## Groupe de la saphirine
Elle forme son propre groupe dont les autres membres sont :
- Addibischoffite, Ca2Al6Al6O20
- Khmaralite, (Mg,Al,Fe)16[(Al,Si,Be)12O36]O4
- Louisfuchsite, Ca2(Mg4Ti2)(Al4Si2)O20
- Warkite, Ca2Sc6Al6O20
- Et une espèce encore sans nom, répertoriée sous UM2002-52-SiOAlFeMg, Mg4(Mg1,5Fe+20,3Fe+31,6Al8,5)O4[Si1,7Al10,3O36]

## Propriétés

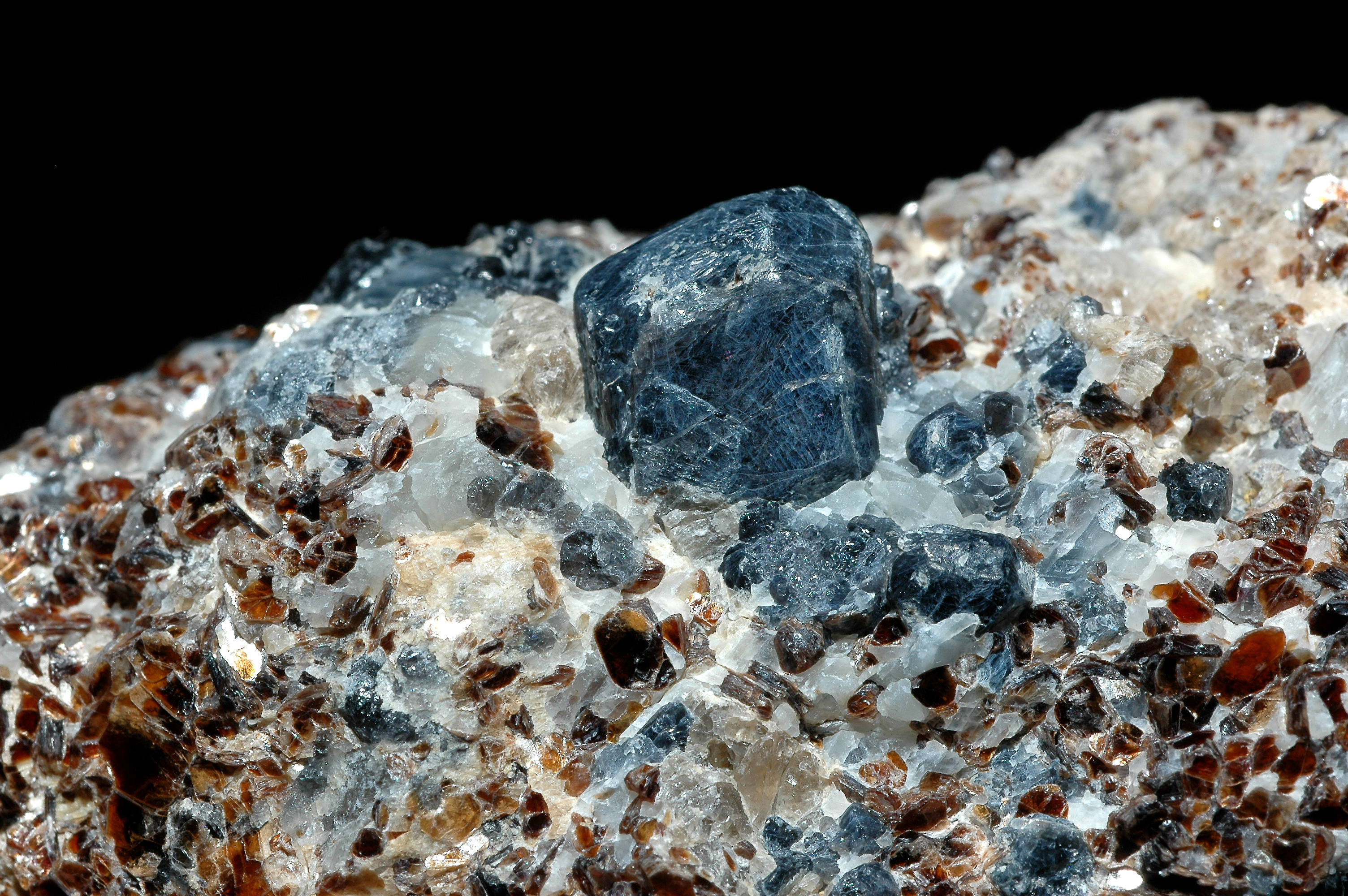
Saphirine de Madagascar

Les couleurs typiques vont du bleu saphir clair au bleu foncé, du vert bleuâtre au vert brunâtre, du vert et du gris bleuâtre ou verdâtre au noir ; le jaune, le rouge pâle et le rose à rose violacé sont observés dans certains cas. La saphirine est relativement dure (7,5 sur l'échelle de Mohs), généralement transparente à translucide, avec un éclat vitreux. Structurée dans le système cristallin monoclinique ou triclinique selon le polymorphe, la saphirine a un habitus généralement anédrique ou granuleux, mais peut également se présenter sous forme tabulaire ou en agrégats : le jumelage est rare. La cassure est sous-conchoïdale à inégale et il existe une direction de clivage parfait. La densité de la saphirine est de 3,54 – 3,51 et son trait est incolore à blanc.
La saphirine montre un indice de réfraction (mesuré par la lumière monochromatique du sodium à 589,3 nm), variant de 1,701 à 1,718 tandis que sa biréfringence est de 0,006 à 0,007, biaxe négative. Les valeurs de l'indice de réfraction peuvent correspondre à la couleur : les spécimens vert brunâtre posséderont les valeurs les plus élevées, les spécimens rose violacé, les plus faibles et les spécimens bleus seront intermédiaires entre eux. Le pléochroïsme de la saphirine peut être extrême, avec des couleurs trichroïques allant d'incolore, jaune pâle ou rouge ; ciel au bleu lavande ou vert bleuâtre; au bleu foncé. La saphirine n'est pas fluorescente.

## Environnement et gisements
Bien qu'il existe des indications d'une origine magmatique dans certains gisements, la saphirine est principalement le résultat d'un métamorphisme de haut niveau dans des environnements caractérisés par une faible teneur en silice et riche en magnésium et en aluminium. Cependant, la saphirine se trouve dans divers types de roches, notamment dans les faciès des granulites et des amphibolites, les skarns calco-silicatés et les quartzites ; elle est également présente dans des xénolithes. Les minéraux associés à la saphirine comprennent : la calcite, le chrysobéryl, la cordiérite, le corindon, le grenat, la kornerupine, la cyanite, la phlogopite, la scapolite, la sillimanite, le spinelle et la surinamite.
La saphirine a également été identifiée comme le produit d'une réaction (avec le grenat) entre le spinelle Mg-Al et le clinopyroxène riche en Ca-Tschermak dans les pyroxénites du manteau contenant du corindon,.

Les grands cristaux d'une belle transparence et couleur sont connus de très rares endroits : la Province du Centre (Hakurutale et Munwatte) du Sri Lanka est depuis longtemps reconnue comme une source de matériau bleu verdâtre à bleu foncé pouvant être taillé, et des cristaux pouvant atteindre 30 mm ou plus ont été découverts à Fianarantsoa (district de Betroka) et dans la province de Toliara (régions d'Androy et d'Anôsy) dans le sud de Madagascar. La localité type de la saphirine est Fiskenaesset (Fiskenaes), région de Nuuk, à l'ouest du Groenland, où le minéral a été découvert en 1819.

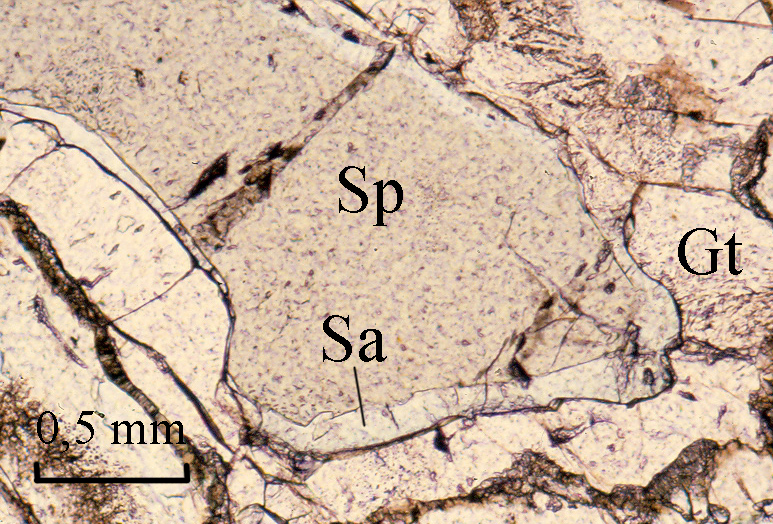
Fin bord intérieur de saphirine (Sa, bleu clair) associé à un bord extérieur de grenat (Gt, rose clair) dans une coronite ayant cristallisé entre le spinelle vert (Sp) et le clinopyroxène riche en aluminium.

La base de données minéralogique Mindat.org, recense près de 150 gisements dans le monde sur tous les continents à part l'Amérique du Sud. Parmi eux : le Hoggar occidental, en Algérie ; le complexe de Napier dans la Terre d'Enderby et les collines de Vestfold en Antarctique ; Delegate. en Nouvelle-Galles du Sud, et la chaîne de Strangways dans le Territoire du Nord, en Australie ; le lac Wilson au Labrador ; Donghai en Chine ; Kittilä, Laponie de Finlande ; Peygerolles à Saint-Privat-du-Dragon, Chantel à Saint-Ilpize  en Haute-Loire en France ; Waldheim en Saxe, Allemagne ; massif de Dora Maira, province de Coni en Italie ; Ulstein, Møre og Romsdal, Visekå et Meløy, en Norvège ; le district de Messina dans la province de Limpopo et le district du cuivre d'Okiep dans la province du Cap-Nord, en Afrique du Sud ; la municipalité de Falkenberg, comté de Halland, Suède ; la colline de Mautia dans la région de Kongwa, province centrale en Tanzanie ; l'île de Harris dans les Hébrides extérieures (Écosse) ; la région de Bani Hamid dans l'ophiolite de Semail, Émirats arabes unis ; les montagnes Dome Rock du comté de La Paz en Arizona, Stockdale, le comté de Riley au Kansas ; Cortlandt, New York ; et le comté de Clay, Caroline du Nord ; en Inde, la ceinture mobile des Ghâts orientaux.